# Fruktsoppa

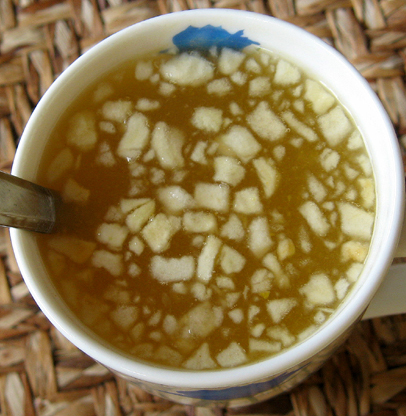
En portion svensk fruktsoppa gjord av pulver.

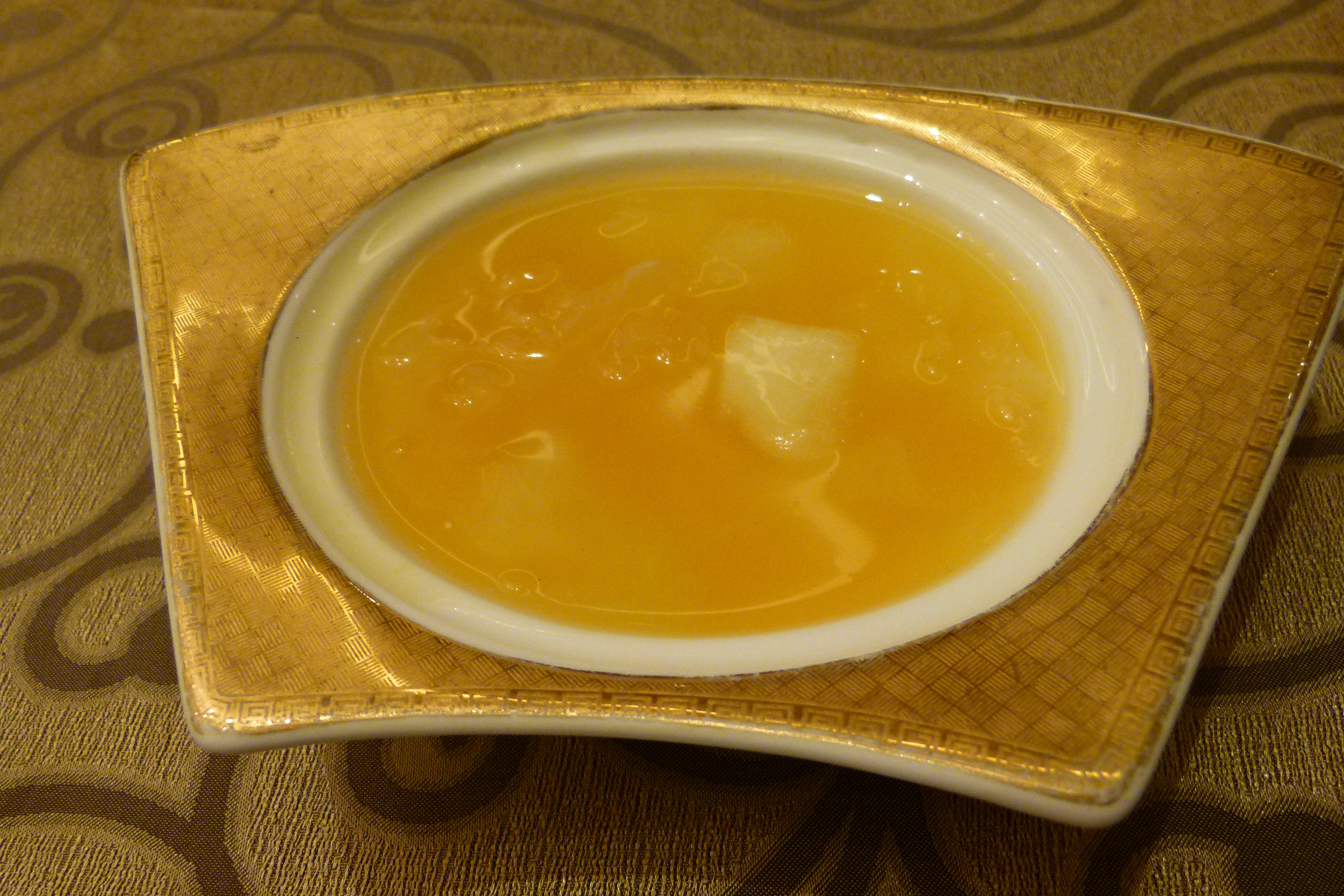
En tallrik med kinesisk fruktsoppa.

Fruktsoppa är en soppa gjord på färsk eller ofta torkad frukt, vatten, socker och stärkelse. Fruktsoppa är en dessert eller ett mellanmål, kan ätas eller drickas och antingen serveras varm eller kall. Fruktsoppa säljs i pulverform och färdiglagad i tetra.
Historiskt har fruktsoppa varit en vanlig dessert i skandinaviska länder under vintermånaderna. Då färsk frukt har varit bristvara använde man torkad frukt för fruktsoppa.
Fruktsoppa i olika varianter är även vanligt i Central- och Östeuropa, Mellanöstern och Kina.